# InterContinental Warszawa
InterContinental Warszawa – pięciogwiazdkowy hotel znajdujący się przy ul. Emilii Plater 49 w Warszawie.

## Opis
Budynek charakteryzuje jednolita, smukła bryła, utrzymana w groszkowej tonacji kolorów. Kolor elewacji nawiązuje do sąsiedniego wieżowca, Warsaw Financial Center. W hotelu urządzono 414 pokoi, w tym 76 apartamentów przeznaczonych do dłuższego pobytu. Znajduje się tam również 14 sal konferencyjnych, dwie restauracje, bar oraz kawiarnia. Na 43. i 44. piętrze (150 metrów nad ziemią) powstało centrum rekreacji z siłownią, salą do aerobiku, jacuzzi i basenem o wymiarach 6 × 14 metrów. Jest to najwyżej położony basen w Polsce. Z okien centrum widać Wisłę, do czego nawiązuje jego angielska nazwa (RiverView Wellness Centre).
Na podziemnych kondygnacjach znajduje się parking dla 175 samochodów.
Budynek został wzniesiony w latach 2001–2003 według projektu Tadeusza Spychały, Wojciecha Popławskiego i Willibanda Fürsta. Konstrukcję żelbetową zaprojektowali Johann Meyer i Jerzy Błażeczek. InterContinental powstał na niewielkiej działce, na której wcześniej znajdował się pierwszy w Polsce klub jazzowy Akwarium.
Przeciwko budowie wieżowca protestowali mieszkańcy sąsiadującego z nim bloku mieszkalnego, twierdząc że ograniczy im dostęp do światła słonecznego. Doszło jednak do porozumienia z inwestorem, co miało wpływ na konstrukcję i wygląd budynku. Pomiędzy piątą a dwudziestą kondygnacją zostało bowiem zaprojektowane wcięcie, które zapewnia odpowiednie nasłonecznienie mieszkań w sąsiednim bloku.
Całkowity koszt budowy wieżowca wyniósł 113 mln euro.
Warszawski InterContinental jest jednym z najwyższych pięciogwiazdkowych hoteli w Europie.

## Nagrody i wyróżnienia
- W 2016 hotel, jako jedyny w Polsce, otrzymał pięć gwiazdek (symboli budynku określających poziom usług) w czerwonym przewodniku Michelina „Main Cities of Europe"[9].